# Amblyiulus zarudnyi
Amblyiulus zarudnyi är en mångfotingart som beskrevs av Hans Lohmander. Amblyiulus zarudnyi ingår i släktet Amblyiulus och familjen kejsardubbelfotingar. Inga underarter finns listade i Catalogue of Life.